# Sign in Stranger
Sign in Stranger ist ein Lied des Albums The Royal Scam, das 1976 von Steely Dan veröffentlicht wurde.
Es erschien auch 1995 auf dem Live-Album Alive in America.

## Liedtext
Sign in Stranger (Willst du dich nicht anmelden, Fremder?) handelt von der aufdringlichen und zynischen Anwerbung eines Menschen in Schwierigkeiten, die eine neue Identität brauchen, wie etwa bei der Fremdenlegion:

„Gibt es einen dunklen Fleck in Ihrer Vergangenheit?

Überlassen Sie es meinem Mann, er wird es schnell reparieren

Pepe hat eine Narbe von Ohr zu Ohr

Er lässt deine Fahndungsfotos verschwinden“

Das Lied war auch Jahre später noch eines der Favoriten des Produzenten Gary Katz.